# Kenny Goins
Kenneth Lynn Goins, detto Kenny (Troy, 11 settembre 1996), è un cestista statunitense.

## Statistiche

### College
| Anno      | Squadra      | PG  | PT | MP   | TC%  | 3P%  | TL%  | RP  | AP  | PRP | SP  | PP  |
| --------- | ------------ | --- | -- | ---- | ---- | ---- | ---- | --- | --- | --- | --- | --- |
| 2015-2016 | MSU Spartans | 26  | 0  | 10,2 | 69,0 | -    | 57,1 | 2,9 | 0,8 | 0,2 | 0,4 | 2,0 |
| 2016-2017 | MSU Spartans | 35  | 14 | 18,3 | 57,8 | -    | 66,7 | 4,5 | 0,6 | 0,2 | 0,6 | 3,4 |
| 2017-2018 | MSU Spartans | 31  | 0  | 13,9 | 45,8 | 26,7 | 63,6 | 2,8 | 1,2 | 0,4 | 0,7 | 2,1 |
| 2018-2019 | MSU Spartans | 39  | 39 | 30,4 | 40,5 | 34,4 | 72,9 | 8,9 | 2,3 | 0,7 | 1,3 | 7,9 |
| Carriera  | Carriera     | 131 | 53 | 19,2 | 46,4 | 33,7 | 67,3 | 5,1 | 1,3 | 0,4 | 0,8 | 4,2 |